# Poul Thomsen (tv-vært)
 Der er flere personer med dette navn, se Poul Thomsen.
Poul Thomsen (født 29. juni 1938 i Nykøbing Falster, død 15. september 2022 i Albæk) var en dansk tv-vært og programtilrettelægger, der især var kendt for sine programmer om dyr. Han modtog Modersmål-Prisen i 1980.
Poul Thomsen, der var selvlært journalist. Han blev født i Nykøbing Falster; men voksede op i Hammel.

## Virke som TV-vært i dyreprogrammer

### Dig og dyrene
At dyrene skulle blive hans kendetegn, skete helt tilfældigt, da han optrådte i et tv-program om fisketure og siden blev indbudt til at lave en serie børneprogrammer om dyr, Dig og dyrene (1976-79).

### Dus med Dyrene
Hans rolle som hele Danmarks dyreven blev slået fast med spørgeprogrammet Dus med Dyrene (1980-85), hvor han hver uge – med sin karakteristiske stemme – svarede på seernes indsendte spørgsmål ledsaget af programmets kendingsmelodi, 2. sats af Vivaldis guitarkoncert i D-dur. Med i studiet var hans hund af racen gammel dansk hønsehund, Balder (død i 1984).

### En naturlig forklaring
Senere optrådte han som vært i spørgeprogrammet En naturlig forklaring (1989-99), hvor seerne kunne stille spørgsmål om dyr og natur til et fast panel af eksperter. Som disse eksperter medvirkede:
- biologen Svend Tougaard var inspektør ved Fiskeri- og Søfartsmuseet i Esbjerg.[14]
- ornitologen Poul Hansen var ansat ved Naturhistorisk Museum i Aarhus.[15]
- botanikeren Jette Baagøe var direktør ved Jagt- og Skovbrugsmuseet i Hørsholm.[16]

I 1992 var DR's dyreprogram "En naturlig forklaring" suppleret af TV 2's dyreprogram "Med Næb og Kløer" med Bent Jørgensen som vært.

### Hund og hund imellem
I perioden 1988-1998 var Poul Thomsen vært i hundequizzen Hund og hund imellem. I Hund og hund imellem optrådte også komikerparret Monrad & Rislund som utraditionelle kommentatorer af de deltagende hundes indsats på agilitybanen. Elin Reimer var dommer i quizprogrammet mellem de to hundes familier.

## Øvrig virke
Ud over dyreprogrammerne lavede Poul Thomsen et antal portrætprogrammer, samt serien Mit Danmark (1990-91) om historier fra rundt omkring i landet.

### Medvirken i tre film
- Den første film, som Poul Thomsen medvirkede i, var komedien Baby Doom (1998).[23]
- Poul Thomsen havde en cameo-rolle som dyrepasser i zoologisk have i komedien Sprængfarlig bombe (2006).[24]
- En lignende rolle spillede Poul Thomsen som dyrepasser, der holder en slange, i Reanders Regnskov og senere kunde i Brugsen i actionkomedien Krokodillerne – Olsenbanden på Ecstasy (2009).[25]

### Øvrig medvirken
Desuden medvirkede Poul Thomsen i TV-serien Mit liv som Bent (2001)
og i to julekalendere:
- som fortælleren i Jul i Gammelby (1979)
- som vandrende pind-ejer i Eldorado for dyr (1985).[26]

### Privat
Poul Thomsen var gift to gange, først med journalist Hanne Thomsen (1938 – 2008); og fra 2006 og til sin død med Susanne Lichtenstein.